# Саут Дакота (линеен кораб, 1941)
Саут Дакота (на английски: USS South Dakota (BB-57)) е линеен кораб на САЩ. Главен кораб на едноименния тип линейни кораби.
„Саут Дакота“, наречен още и Линкорът „X“, е построен по време на Втората световна война. „Саут Дакота“ е третият кораб във ВМС на САЩ, който е кръстен в чест на 40-я щат. „Саут Дакота“ по време на Втората световна война отначало прекарва 15-месеца в Тихия океан, където води бойни действия, след което се връща в Ню Йорк за модернизация.
После модернизацията, през май 1943 г., той се присъединява към британските конвои в Северния Атлантик и Арктика, след което се връща в състава на Тихоокеанския флот, през август 1943 г. Там той участва в бойните операции, предшестващи нахлуването в Япония. След края на войната, през октомври 1945 г., се връща Съединените Щати.

## История на службата
„Саут Дакота“ преминава в Тихия океан на 21 август 1942 г., но на 6 септември налита на коралов риф при Тонгатапу, разкъсвайки обшивката на второто дъно. До 12 октомври корабът е на ремонт в Пърл Харбър. По това време флотът на САЩ в Тихия океан води кампанията по превземането на островите Гуадалканал, и с приключването на ремонта „Саут Дакота“ е включен в състава на авионосното съединение TF-16, сформирано около самолетоносача „Ентърпрайз“ (USS Enterprise (CV-6)). На 26 октомври съединението участва в сражението с японските самолетоносачи „Шокаку“ и „Дзуйкаку“ при островите Санта Крус. Линкорът изпълнява несвойствената му роля на основа ба ордера за ПВО, но благодарение на силното зенитно въоръжение и системите за управление на огъня добре се справя със задачата. Съгласно рапорта на командира на кораба неговата артилерия сваля в това сражение 26 самолета на противника, обаче според следвоенните изчисления на сметката на зенитната артилерия на цялото съединение в този бой са само 13 машини. Самият „Саут Дакота“ получава две бомбени попадения в кулите на главния калибър. Извадени са от строя две оръдия и 50 човека са ранени от осколките, включая командира на мостика. При оттеглянето на съединението към Нумеа, в нощта на 27 октомври, „Саут Дакота“ се сблъсква с разрушителя „Махеан“ (USS Mahan (DD-364)), получавайки леки повреди по корпуса.
От двата оставащи в този район американски самолетоносача „Хорнет“ (USS Hornet (CV-8)) отива на дъното, а „Ентърпрайз“ е повреден. Японските самолетоносачи също са в ремонт. За това следващото сражение е с участието на артилерийски кораби. В нощта на 7 ноември американско съединение в състав линкорите „Вашингтон“ (USS Washington (BB-56)) и „Саут Дакота“ с 4 разрушителя се среща в бой с японско съединение в състав линкора „Киришима“, тежките крайцери „Атаго“ и „Такао“, леките крайцери „Сендай“, „Нагара“ и 9 разрушителя. Огънят на японските кораби се съсредоточава по „Саут Дакота“, и той получава 27 попадения от 356-мм, 203-мм, 152-мм, 140-мм и 127-мм снаряди. Поясът не е пробит, но надстройката получава сериозни повреди. Поради излизане от строя на кабели и прибори за управление линкорът фактически губи своята боеспособност. Загиват 38 души, още 60 са ранени.
Ремонтът на „Саут Дакота“ преминава в корабостроителницата на Ню Йорк от 18 декември 1942 до 25 февруари 1943 г. От март до август 1943 г. линкорът действа съвместно с британския флот на метрополията, след което се връща в Тихия океан и се занимава с поддръжката на десантите по островите, завзети от японците. През ноември 1943 г. „Саут Дакота“ взема участие в кампанията на Гилбъртовите острови, Маршаловите острови, Макин и Тарава, на 6 декември обстрелва Науру, а в края на януари 1944 г. – Рои Намюр и Куаджалин. През февруари 1944 г. „Саут Дакота“ влиза в състава на бързоходното авионосно съединение TF.58, участвайки във всичките му операции. По време на рейда над Каролинските острови, с негово участие са свалени четири самолета. В хода на боя във Филипинско море, на 19 юни 1944 г., линкорът е уцелен от 225-кг бомба, пусната от японски D4Y. Повредена е надстройката, убити са 24 и са ранени 27 души. След едномесечен ремонт „Саут Дакота“ се връща в състава на TF.58, продължавайки да действа в неговия състав до края на войната. На 6 май 1945 г., по време на зареждане с боеприпаси от снабдителен кораб, става запалване на заряд на главния калибър, който възпламенява още четири заряда. За да се избегне пожара е наводнен погребът на кулата от ГК №2. Загиват 3 души, от 23, ранени и с изгаряния, още седем впоследствие умират. На 14 юли 1945 г. линкорът обстрелва остров Хоншу. Преминава в Токийския залив на 29 август, където се намира до 20 септември. На 3 януари 1946 г. се връща във Филаделфия. За времето на войната „Саут Дакота“ получава 13 бойни звезди, сваляйки 64 самолета на противника. Линкорът е изваден в резерв на 31 януари 1947 г. във Филаделфия. На 1 юни 1962 г. е изключен от списъците на флота и през октомври 1962 г. е продаден за скрап.

## Интересни факти
На борда на „Саут Дакота“ служи Келвин Греъм (на английски: Calvin Graham), който се счита за най-младият американски военнослужещ участвал във Втората световна война.

## Коментари
1. ↑  Всички данни са проектни.